# Centre de la mémoire d'Oradour
Il Centre de la mémoire d'Oradour ha la missione di commemorare le vittime dalla 2ª divisione corazzata delle Waffen-SS "Das Reich" a Oradour-sur-Glane, per informare sul crimine e fungere da memoriale per le generazioni future.

## Storia
Su iniziativa di Jean Claude Peyronnet, presidente del Conseil Général di Haute-Vienne e con l'accordo dell'Associazione francese delle famiglie dei martiri, il progetto è stato presentato all'ex presidente francese François Mitterrand nel 1989. Nel 1992, la gestione del progetto è stata decisa in una procedura di gara internazionale e ha ricevuto il sostegno del Ministero della Cultura, del Ministero dei reduci di guerra e della Comunità europea.
Nel 1994, è stato assunto un direttore di progetto, per coordinare il processo di ricerca storica. Allo stesso tempo, l'architetto Yves Devraine è stato incaricato di progettare e costruire il centro commemorativo di Oradour. Nel 1999, il centro commemorativo di Oradour è stato aperto dal presidente francese Jacques Chirac e dal ministro della cultura francese Catherine Trautmann. Nel 2002 il centro ha avuto 300.000 visitatori, che hanno potuto vedere la mostra permanente e le altre mostre temporanee.

## Architettura
Secondo la concezione dell'architetto, il centro memoriale e il paesaggio si uniscono in un'unica simbiosi di una cosiddetta "non architettura". Questa "non architettura" è realizzata in un tetto che permette una vista sulla valle del Glane, sui ruderi dell'antico villaggio, e anche su quello nuovo, ricostruito. Lame di acciaio arrugginito separano brutalmente il centro dell'edificio, simboleggiando la distruzione e il ricordo, nonché la resistenza agli elementi. I materiali, lasciati allo stato naturale, appaiono invecchiati.
Nell'androne circolare sono simbolicamente esposte due grandi fotografie. Uno raffigura Hitler che arringa la folla a un raduno di Norimberga e l'altro è il cartello all'ingresso delle rovine di Oradour-sur-Glane Souviens-toi (per non dimenticare). L'esposizione permanente è mostrata attraverso aree contrastanti in nero e rosso dove le rotaie dei quadri pendono dal muro e raffigurano il movimento nazista e l'avanzata della divisione Waffen-SS "Das Reich" verso Oradour, e aree chiare che raffigurano in un modo molto più morbido il villaggio e la gente di Oradour prima del massacro.
Al livello inferiore si trova il centro risorse e le stanze con le esposizioni temporanee che possono ospitare i gruppi scolastici con gli insegnanti. Originariamente concepito come risorsa per la ricerca storica, a sua volta intrapresa nella preparazione della mostra permanente del centro, il centro risorse ospita il materiale d'archivio, le fotografie, i film, le pubblicazioni e le riviste francesi e stranieri.
La sensazione di esposizione che si riflette nell'aspetto esterno e nella disposizione degli spazi espositivi consente a ciascun visitatore di inseguire i propri pensieri. Molta importanza è stata data alle finestre e alle superfici specchiate, che incoraggiano i visitatori a compiere il viaggio dal passato verso il futuro ed esplorare l'altro lato dello specchio.

## Vandalismo
Nell'agosto 2020 sono stati scoperti graffiti che negano l'Olocausto su un muro del Centro. I funzionari hanno messo un telone sui graffiti sul muro del centro. La parola "bugia" è stata spruzzata sul muro insieme ad altre parole e la frase "Village Martyr" è stata cancellata.
Gerald Darmanin, il Ministro dell'Interno, ha condannato l'«abietta sporcizia» e Jean Castex, il Primo Ministro, ha affermato che il graffito "sporca la memoria dei nostri martiri". Éric Dupond-Moretti, il Ministro della Giustizia ha twittato "Vergogna per coloro che hanno fatto questo" e "Sarà fatto di tutto per trovare e giudicare coloro che hanno commesso questi atti sacrileghi".